# Niki
Nicole Zefanya (Jacarta, 24 de janeiro de 1999), conhecida profissionalmente como NIKI, é uma cantora, compositora e produtora musical indonésia.

## Vida e carreira
Nicole Zefanya, nascida em 24 de janeiro de 1999, foi criada em Jacarta, Indonésia. Sua música é parcialmente influenciada por sua mãe, que ouvia R&B dos anos 90, como Destiny's Child e Aaliyah, quando era jovem. Ela foi para a escola Pelita Harapan em Lippo Village, Indonésia. Aos 15, ela abriu o show de Taylor Swift', The Red Tour, em Jacarta, depois de vencer uma competição organizada por Swift e a marca de sorvete Walls, chamada Ride to Fame. O show se tornou um catalisador para seu canal no YouTube, onde ela postou canções originais e covers, ganhando mais de 40.000 inscritos. Ela publicou duas músicas, Polaroid Boy e Anaheim, em 2016 e 2017, respectivamente, que podem ser encontradas no Spotify sob a direção de Nicole Zefanya.
Em 2017, Zefanya mudou-se para Nashville, Tennessee, para estudar música na Lipscomb University. Ela lançou dois singles, “See U Never” e “I Like U” sob o comando da empresa americana de mídia de massa, que se destacou como artista sob seu rótulo. Ela lançou a música “Vintage” em maio de 2018 como o primeiro single de seu EP intitulado Zephyr.
Zefanya afirmou que tenta empoderar asiáticos e asiático-americanos por meio de sua música. No festival de música Head in The Clouds, NIKI reservou um momento para se dirigir ao público de mais de 10.000 pessoas reunidas no Parque Estadual Histórico de Los Angeles. “Eu só quero dizer, como uma mulher asiática, eu não considero este dia e esta fase como garantidos. Minha esperança é que, acima de tudo hoje, você se sinta ouvido, se sinta compreendido, mas acima de tudo, que se sinta representado. "A missão de NIKI é capacitar jovens artistas asiáticos sub-representados na indústria musical americana.
Depois que a 88rising anunciou sua colaboração com o popular festival de comida 626 Night Market para curar uma seção de comida em Head in the Clouds, Zefanya fez uma aparição especial com um meet-and-greet no evento 626 Night Market em Santa Anita Park em Arcadia, Califórnia. em 11 de agosto de 2019.

## Discografia

### Álbuns de estudio
| Título    | Detalhes                                                                                             |
| --------- | --- |
| Moonchild | - Lançamento: 10 de setembro de 2020 - Gravadora: 88rising, 12Tone Music - Formato: Download digital |

### Extended plays
| Título                    | Detalhes                                                                                                |
| ------------------------- | --- |
| Zephyr                    | - Lançamento: 23 de maio de 2018 - Gravadora: 88rising, Empire Distribution - Formato: Download digital |
| wanna take this downtown? | - Lançamento: 17 de maio de 2019 - Gravadora: 88rising, 12Tone Music - Formato: Download digital        |

### Álbuns ao vivo
| Título                                        | Detalhes                                                                                             |
| --------------------------------------------- | --- |
| NIKI Acoustic Sessions: Head In The Clouds II | - Lançamento: 12 de novembro de 2019 - Gravadora: 88rising, 12Tone Music - Formato: Download digital |

### Singles

#### Como artista principal
| Título                        | Ano  | Álbum                     |
| ----------------------------- | ---- | ------------------------- |
| "Awali Hari Dengan Cinta"     | 2014 | Non-album single          |
| "Polaroid Boy"                | 2016 | Non-album single          |
| "Anaheim"                     | 2017 | Non-album single          |
| "Newsflash!"                  | 2017 | Non-album single          |
| "Say My Name"                 | 2017 | Non-album single          |
| "Friends"                     | 2017 | Non-album single          |
| "Newsflash!"                  | 2018 | Zephyr                    |
| "Say My Name"                 | 2018 | Zephyr                    |
| "Friends"                     | 2018 | Zephyr                    |
| "Warpaint"                    | 2018 | Head in the Clouds        |
| "lowkey"                      | 2019 | wanna take this downtown? |
| "Indigo"                      | 2019 | Head in the Clouds II     |
| "Shouldn't Couldn't Wouldn't" | 2019 | Head in the Clouds II     |
| "La La Lost You"              | 2019 | Head in the Clouds II     |
| "Switchblade"                 | 2020 | Moonchild                 |

#### Como artista convidada
| Título                                      | Ano  | Álbum |
| ------------------------------------------- | ---- | ----- |
| "Little Prince" (Rich Brian featuring Niki) | 2018 | Amen  |

## Turnê

### Ato de abertura
- Taylor Swift – The Red Tour (Jacarta) (2014)[11]
- Rich Brian – Australia & New Zealand Tour (2018)[12]
- Halsey – Hopeless Fountain Kingdom Tour (Ásia) (2018)[13]